# Valverde (kommun i Spanien)
Valverde är en kommun i Spanien. Den ligger i provinsen Santa Cruz de Tenerife i den autonoma regionen Kanarieöarna i sydvästra delen av landet, 1 900 km sydväst om huvudstaden Madrid. Antalet invånare är 5 268 (2024). Valverde ligger på ön El Hierro.